# Stortavla

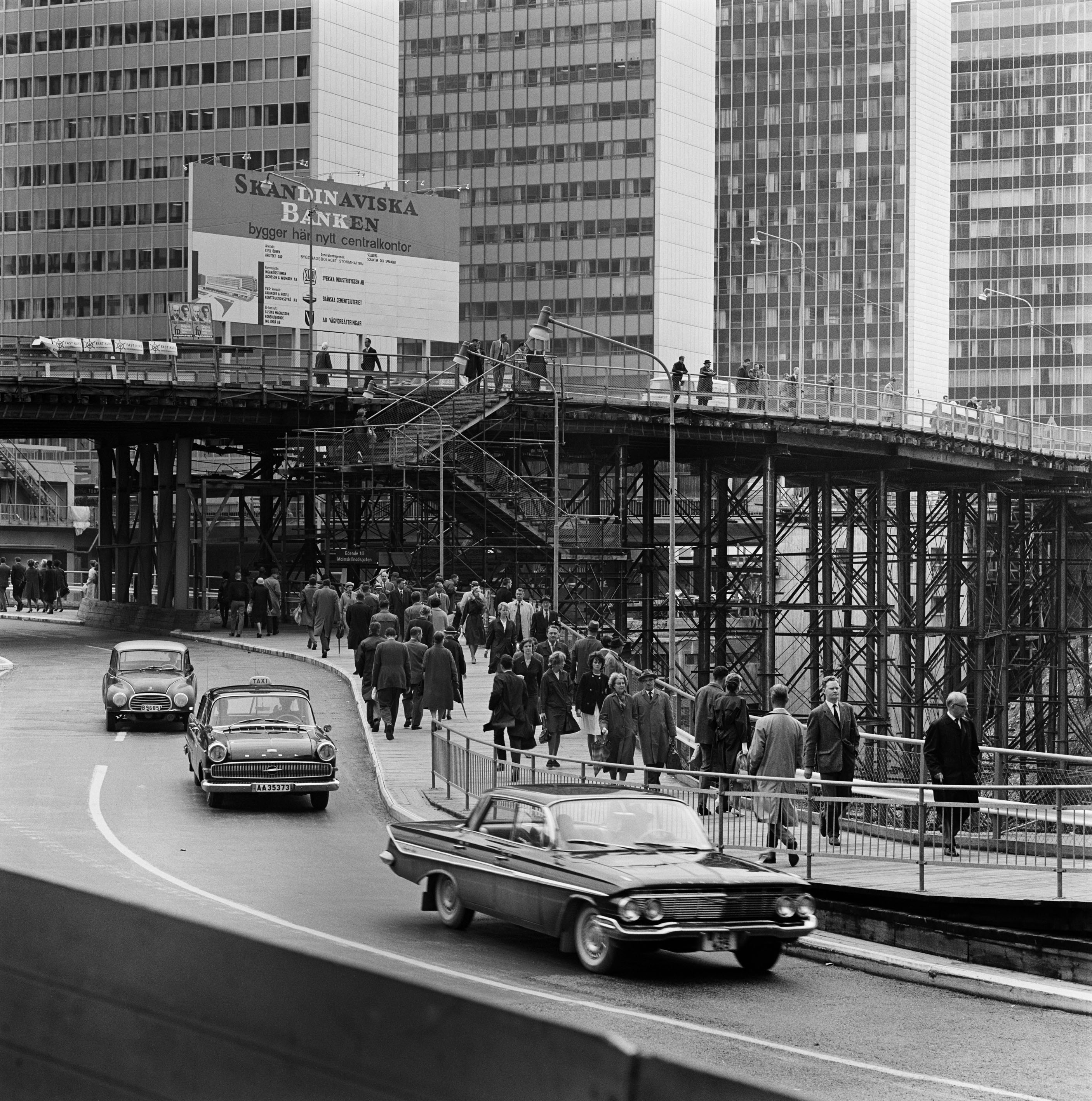
En stortavla i Stockholm (1962) informerar om Skandinaviska Bankens bygge. I bakgrunden syns Hötorgsskraporna.

En stortavla är en typ av större annonstavla som används inom utomhusreklam.

## I internetreklam
Stortavla används som beteckning är ett annonsformat på Internet ursprungligen skapad av Markus Norsted för Dagens Industris webbplats.[källa behövs] Man sökte efter ett sätt att utnyttja det vita tomrummet till höger om sajten. Detta resulterade i ett format med 350 pixlars höjd och 140 pixlars bredd. Stortavlan användes för första gången den 12 december 1998 och är än idag ett av webbproducenternas mest uppskattade annonsformat.